# Club Disco
Club Disco é o quinto álbum de estúdio pela cantora australiana de dance-pop Dannii Minogue. Foi lançado pela All Around the World como download digital em 5 de novembro de 2007. Um disco duplo foi lançado na Austrália em 27 de maio de 2008 que incluía um CD bônus de remixes e Touch Me Like That como a primeira faixa. O álbum fortemente inspirado dos anos 80 teve seis singles, You Won't Forget About Me, Perfection, So Under Pressure, I Can't Sleep at Night, He's the Greatest Dancer e Touch Me Like That. Os singles do álbum foram em sua maioria de sucesso com quase todos eles atingir o top 40 no Reino Unido.

## Faixas
| No. | Título                                                  | Compositor (es)                                                                                         | Produtor (es)             | Duração |
| --- | ------------------------------------------------------- | --- | ------------------------- | ------- |
| 1.  | "Touch Me Like That"                                    | Jason Nevins, Lisa Molina, Sylvester James, James Wirrick                                               | Jason Nevins              | 3:28    |
| 2.  | "Feel Like I Do" (JCA Remix)                            | Dannii Minogue, Jean-Claude Ades, Hannah Robinson                                                       | Jean-Claude Ades          | 3:51    |
| 3.  | "Perfection" (12" Mix)                                  | Minogue, Rob Davis, Therese Grankvist, Julian Napolitano, Simon Langford, Peter Jackson, Gerald Jackson | Soul Seekerz              | 6.25    |
| 4.  | "You Won't Forget About Me"                             | Minogue, Bruce Elliot-Smith, Peter Hammond, Stefano Mazzacani, Andrea Jeannin, Robinson                 | Flower Power              | 3:44    |
| 5.  | "Love Fight"                                            | Minogue, Savan Kotecha, Jake Schulze                                                                    | The Location              | 3:05    |
| 6.  | "I'm Sorry"                                             | Minogue, Savan Kotecha, Schulze                                                                         | The Location              | 3:25    |
| 7.  | "Gone"                                                  | Minogue, Terry Ronald, Lee Monteverde, Michael Ward                                                     | LMC                       | 3:57    |
| 8.  | "So Under Pressure"                                     | Minogue, Ronald, Lee Monteverde, Ward                                                                   | LMC                       | 5:53    |
| 9.  | "Good Times" (The Fourty4s' 7" Mix)                     | Minogue, Klas Wahl, Georgios Nakas, Carl Olsson, Grankvist, Per Stappe                                  | The Fourty4s              | 4:09    |
| 10. | "Sunrise"                                               | Julian Gingell, Barry Stone, Minogue, Davis                                                             | Jewels & Stone, Rob Davis | 3:31    |
| 11. | "He's the Greatest Dancer" (LMC Radio Edit)             | Nile Rogers, Bernard Edwards                                                                            | LMC                       | 3:05    |
| 12. | "I Can't Sleep at Night"                                | Julian Gingell, Stone, Minogue, Rob Davis                                                               | Jewels & Stone, Rob Davis | 3:28    |
| 13. | "I Will Come To You"                                    | [Nina Woodford, Minogue, Davis                                                                          | Rob Davis                 | 3:54    |
| 14. | "I've Been Waiting For You"                             | Ian Masterson, Ronald, Minogue                                                                          | Thriller Jill             | 4:36    |
| 15. | "Round The World"                                       | Minogue, Ian Masterson, Ronald                                                                          | Thriller Jill             | 3:33    |
| 16. | "Do You Believe Me Now?"                                | Roger Sanchez                                                                                           | Roger Sanchez             | 4:10    |
| 17. | "Xanadu"                                                | Jeff Lynne                                                                                              | Thriller Jill             | 5:44    |
| 18. | "You Won't Forget About Me" (Afterlife Lounge Mix Edit) | Minogue, Elliot-Smith, Hammond, Mazzacani, Jeannin, Hannah Robinson                                     | Flower Power              | 3:36    |
| 19. | "I Can't Sleep At Night" (Afterlife Lounge Mix)         | Julian Gingell, Stone, Minogue, Davis]                                                                  | Jewels & Stone, Rob Davis | 5:44    |